# Rösegrynsnäcka
Rösegrynsnäcka (Vertigo alpestris) är en snäckart som beskrevs av Joshua Alder 1838. Enligt Catalogue of Life ingår Rösegrynsnäcka i släktet Vertigo och familjen puppsnäckor, men enligt Dyntaxa är tillhörigheten istället släktet Vertigo och familjen grynsnäckor. Arten är reproducerande i Sverige. Inga underarter finns listade i Catalogue of Life.

## Bildgalleri

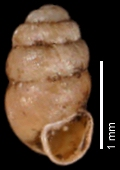